# Guerrilla Girls

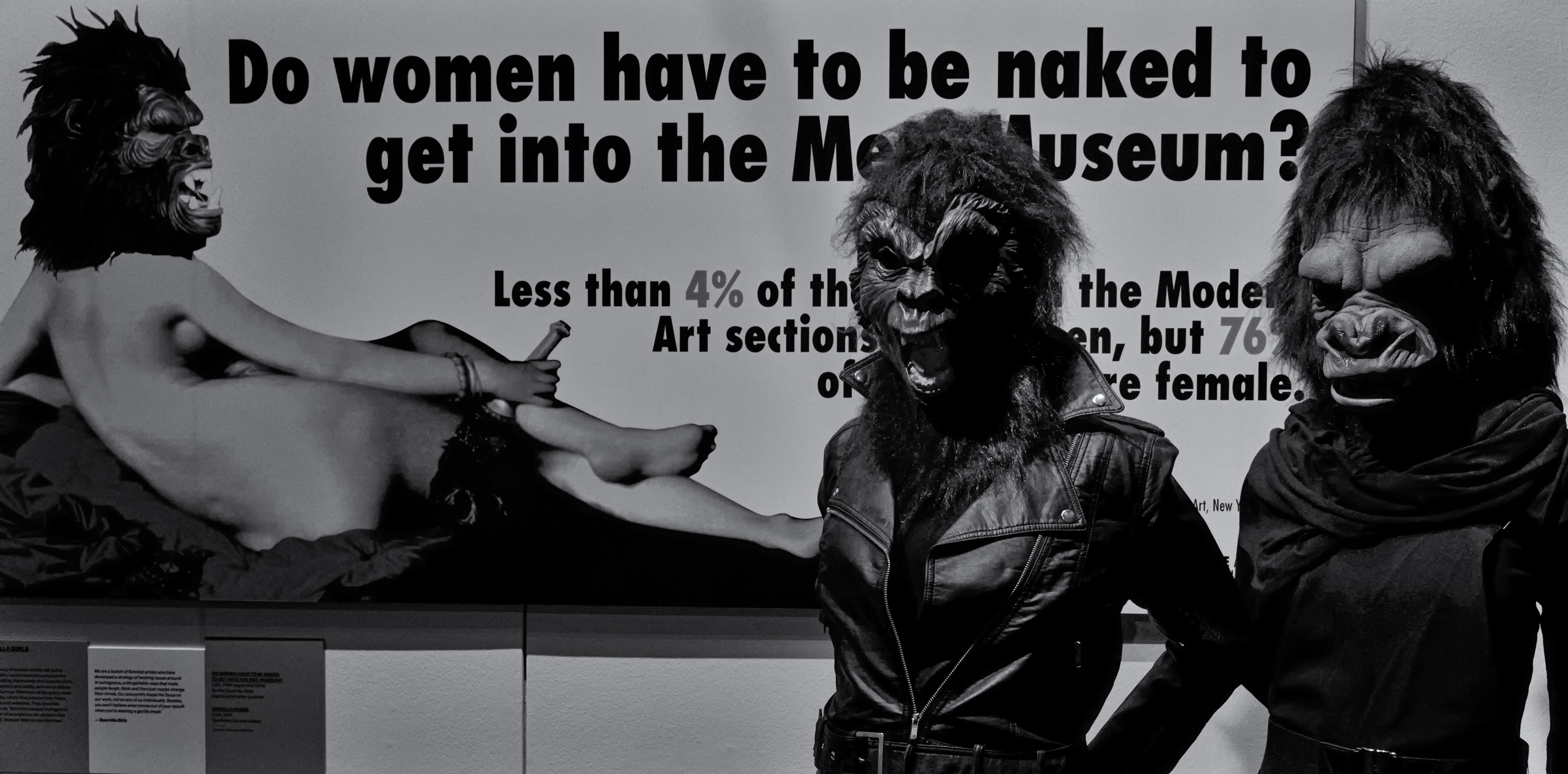
Guerrilla Girls – Victoria and Albert Museum in London

Guerrilla Girls ist eine anonyme US-amerikanische aus feministischen Aktivistinnen bestehende Künstlergruppe, die sich 1985 gründete und seither spontan Straßenplakate, die sexuelle und rassistische Diskriminierung in der New Yorker Kunstwelt aufdecken, produzieren und verbreiten.
Die erste Gruppe Guerilla Girls wurde 1985 in New York City mit dem Ziel gegründet, die Ungleichheit zwischen den Geschlechtern in den Mittelpunkt der größeren Kunstgemeinschaft und des Kunstbetriebs zu rücken. Die Gruppe setzt Culture Jamming in Form von Postern, Büchern, Plakaten und öffentlichen Auftritten und Aktionen ein, um Sexismus und Rassismus sowie Diskriminierung und Korruption in der Kunstwelt an dem Vorbild, Idol und Ideal weißer Männer aufzudecken. Ziel ist die Gleichbehandlung in der Kunstwelt.
Um anonym zu bleiben, ziehen Mitglieder Gorillamasken an und verwenden Pseudonyme, die auf verstorbene Künstlerinnen verweisen.

## Beschreibung

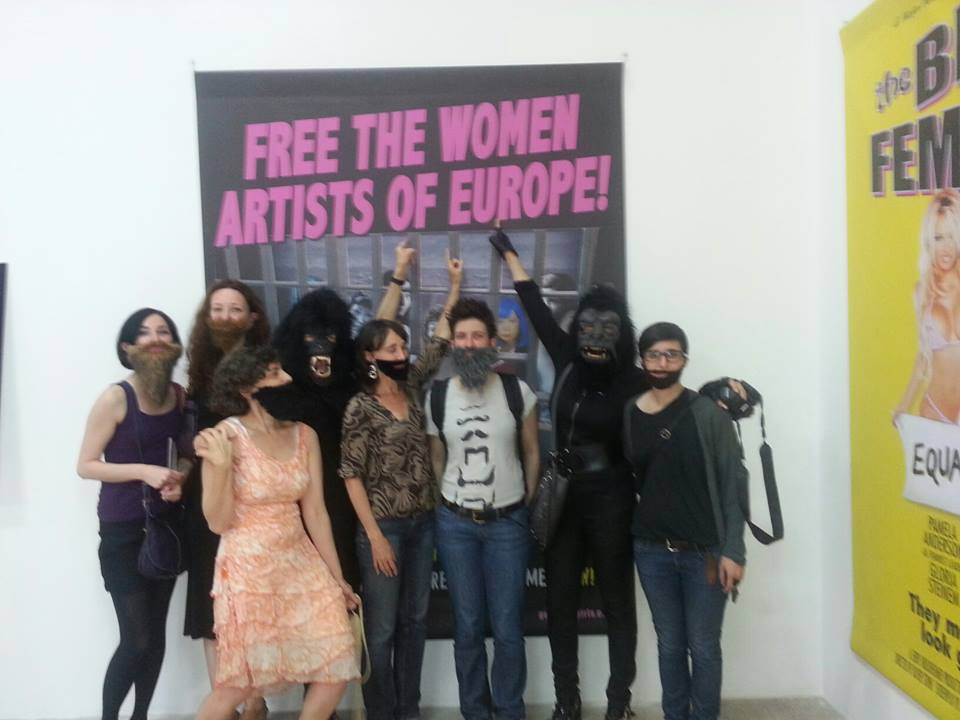
Die französische feministische Gruppe La Barbe (Bart) trifft die Guerrilla Girls im Palais de Tokyo Paris 2013

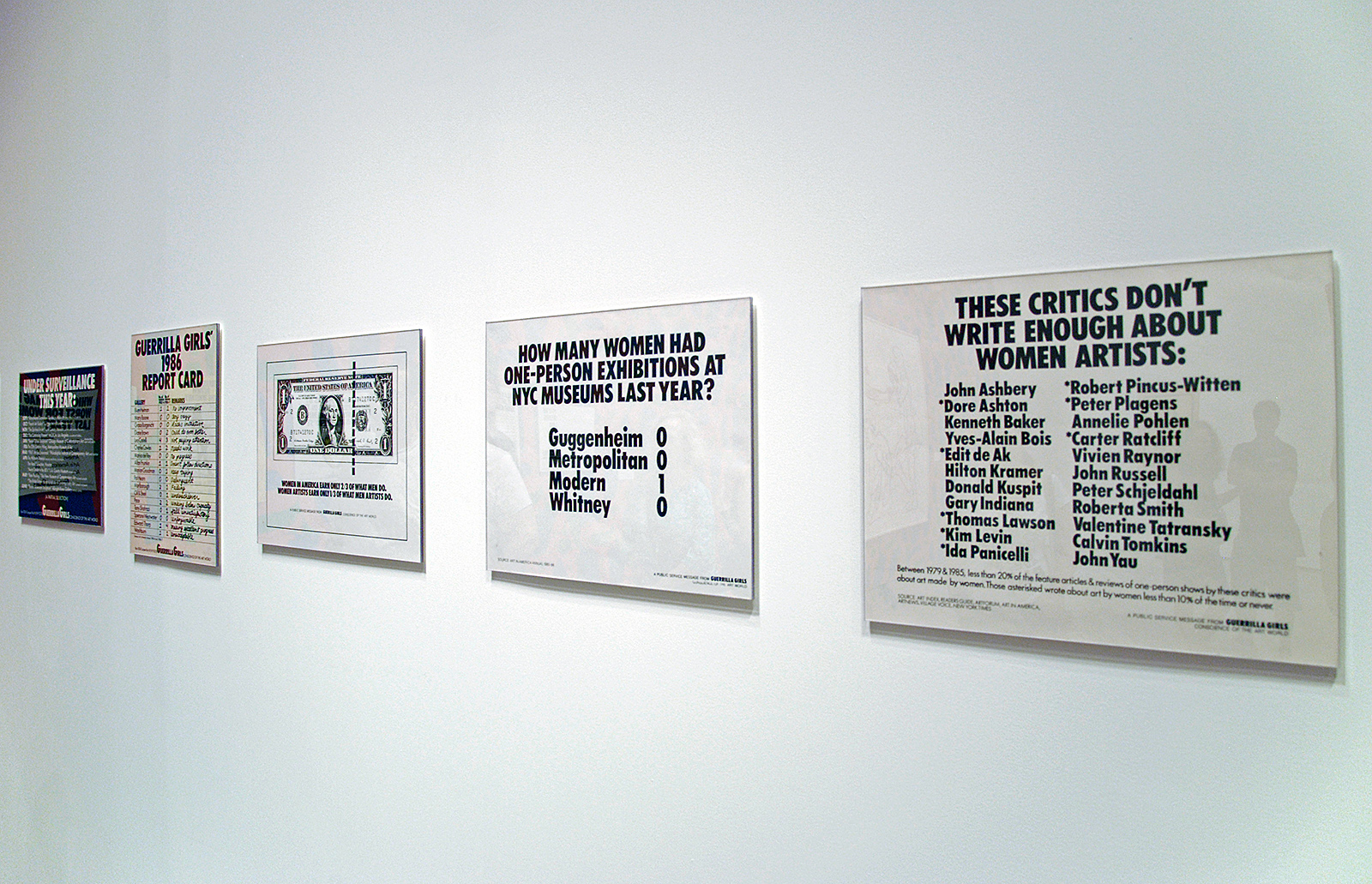
Guerilla Girls Plakate im MoMA

Mitglieder verwenden Pseudonyme, die zumeist Namen toter Künstlerinnen sind, wie etwa Frida Kahlo, Eva Hesse, Paula Modersohn-Becker, Käthe Kollwitz, Gertrude Stein, Georgia O’Keeffe. Wie groß die Gruppe wirklich ist und wer dazugehört, ist nicht bekannt, aufgelistet und publiziert. Die Plakat- und Postkartenaktionen und die öffentlichen Auftritte der Guerrilla Girls machen auf den Ausschluss von Frauen und Nichtweißen im Kunst- und Kommerzbetrieb weltweit und global aufmerksam.
Bekanntheit erlangte die Gruppe durch ihren scharfen, ironischen Humor und die Bekleidung mit Gorillamasken oder -kostümen. Sie wahren die Anonymität, um Repressalien zu vermeiden und den Fokus auf die jeweiligen Themen und nicht auf die Persönlichkeiten der Aktivistinnen zu lenken. Gerüchten zufolge, soll es sich bei ihnen um hochrangige Künstlerinnen, Kuratorinnen oder Kritikerinnen innerhalb des von ihnen kritisierten Kunstbetriebs handeln.
Bis in die heutige Zeit, setzt die Gruppierung ihren Kampf gegen verschiedene Diskriminierungsformen im Kunstbetrieb fort. Die Aktivitäten haben sich dank Reichweite im Internet ausgeweitet und setzen sich mit der Produktion von Straßenprojekten und internationalen Ausstellungen in Museen, Veröffentlichung von Büchern, Auftritten und Vorträgen fort. Die langanhaltende Präsenz und Notwendigkeit der Gruppe bestehe darin, dass die einstigen Angriffspunkte nicht verschwunden seien; sie sehen immer noch guten Grund, gegen Diskriminierung – in Bezug auf Geschlecht, Rassismus und andere Themen – im globalen Kunstbetrieb und in der Kreativindustrie zu protestieren. Ihre Anonymität ist ein prägendes Markenzeichen geworden. Im Laufe der Jahre sollen über 55 Personen für unterschiedlich lange Zeit Mitglieder der Gruppe gewesen sein.
Zum Konzept der Gruppe gehört es, dass sie für Auftritte und Workshops gebucht werden kann. Die Guerrilla Girls fördern Abspaltungen und Neugründungen ähnlicher Gruppen. So gibt es die Guerrilla Girls On Tour!, ein reisendes Theaterkollektiv, das drei ehemalige Guerrilla Girls als Guerrilla theatre betreiben.

## Anfänge
Die Guerrilla Girls wurden von sieben Künstlerinnen im Frühjahr 1985 gegründet, als Antwort auf die Ausstellung An International Survey of Recent Painting and Sculpture des MoMA, welche 1984 öffnete. Die Ausstellung war eine Eröffnungsshow des neu renovierten und erweiterten Gebäudes MoMA, um einen Überblick über die (neusten) bedeutendsten zeitgenössischen und gegenwärtigen Künstler der Welt zu geben. Die sieben Künstlerinnen waren irritiert und schockiert von der Tatsache und dem „Fakt“, dass in der Ausstellung nur namentlich 13 Künstlerinnen von 165 vertretenden Künstlern waren. Die ausgestellten Künstler kamen in erster Linie aus Europa und Amerika.
Die ersten Aktionen der Gruppe waren immer in derselben Ästhetik:
- schwarze Blockbuchstaben auf weißem Papier
- Flyer oder Poster sind zunächst nachts, illegal in SoHo und East Village (Downtown Manhattan) aufgehängt worden. Später begannen sie, öffentlich und tagsüber die Flyer, Poster und Postkarten zu verteilen.
- Sie haben dabei immer andere Leute aufgefordert, mitzumachen.

In späteren Werken beginnen sie ironische und satirische Stilmittel zu benutzen. Vergleichbar mit den künstlerischen Arbeiten von Jenny Holzer, Barbara Kruger etc. und den weiteren aktiven Künstlerinnen bis heute in der Gegenwartskunst.
In angloamerikanischen, englischen und in deutschsprachigen Sprachräumen sind Künstlerinnen und Kunstschaffende als Guerilla Girls aktiv. Sie sind widerspenstig und sträuben sich mit ihren Aktionen gegen Kunstbetrieb, Kunstausstellungen sowie Kommerzialisierung, Kunstbusiness und Publizierung der Kunst. Sie kritisieren die Institution und Organisation des Kunstbetriebs.

## Veröffentlichungen
- Confessions of the Guerrilla Girls. HarperPerennial, New York 1995, ISBN 0-06-095088-9.
- The Guerrilla Girls' Bedside Companion to the History of Western Art. Penguin, New York 1998, ISBN 0-14-025997-X.
- Bitches, Bimbos, and Ballbreakers. The Guerrilla Girls' Illustrated Guide to Female Stereotypes. Penguin, New York 2003, ISBN 0-14-200101-5.

## Ausstellungen (seit 1991)
- Guerrilla Girls Talk Back: The First Five Years, A Retrospective: 1985–1990 (1991), the Falkirk Cultural Center, San Rafael, California
- The Guerrilla Girls (2002), Fundacíon Bilbao Arte, Bilbao, ES
- Guerrilla Girls (2007), Hellenic American Union Galleries, Athens, GR
- Guerrilla Girls: Retrospective (2009), Millennium Court Arts Centre, UK
- Feminist Masked Avengers: 30 Early Guerrilla Girls’ Posters (2011), Mason Gross School of the Arts Galleries
- Not Ready to Make Nice: The Guerrilla Girls in the Art World and Beyond, Columbia College Chicago (2012–2017) Traveled to Monserrat College of Art; Krannert Art Museum; Fairfield University; Georgia Museum of Art; DePauw University; North Michigan University: Stony Brook University: California State University: The Verge Center for the Arts: and Moore College for Art and Design.
- Guerrilla Girls: 1985–2013, Azkuna Zentroa (2013).
- Guerrilla Girls: Not Ready to Make Nice, 30 Years and Still Counting, 2015, Abrons Arts Center
- Media Networks: Andy Warhol and the Guerrilla Girls, 2016, Tate Modern
- Art at the Center: Guerrilla Girls, 2016, Walker Art Center
- The Guerrilla Girls and La Barbe, 2016, Gallery mfc-micheledidier, Paris.
- Front Room: Guerrilla Girls, 2016–2017, Baltimore Museum of Art
- Not Ready to Make Nice: Guerrilla Girls 1985–2016, 2016–2017, FRAC Lorraine.[8]
- Guerilla Girls, 2024–25, Frauenmuseum Wiesbaden[9]